# يوكي كوريهارا
يوكي كوريهارا (باليابانية: 栗原 祐樹) (10 مايو 1990 في ياماغاتا في اليابان – )؛ هو لاعب كرة قدم سابق كان يلعب كمدافع.

## وصلات خارجية
- يوكي كوريهارا على موقع قاعدة بيانات كرة القدم.إي يو (الإنجليزية)
- يوكي كوريهارا على موقع Soccerway.com (الإنجليزية)
- يوكي كوريهارا على موقع عالم كرة القدم.نت (الإنجليزية)